# محمدعلی شجاعی

باشگاه فوتبال ذوب‌آهن در جام تخت جمشید ۱۳۵۶ - علی شجاعی (ایستاده، نفر اول از راست)

محمد علی شجاعی (زاده ۳ فروردین ۱۳۳۲) از بازیکنان بازنشسته تیم ملی فوتبال ایران و باشگاه‌ ذوب‌آهن اصفهان می‌باشد. 
وی بازیکن تیم ملی فوتبال ایران در جام جهانی ۱۹۷۸ آرژانتین بوده است.

## تیم ملی
وی ۵ بازی ملی در کارنامه دارد.